# Pterygocalyx volubilis
Pterygocalyx es un género monotípico de plantas con flores perteneciente a la familia Gentianaceae. Su única especie:  Pterygocalyx volubilis Maxim., es originaria de Taiwán distribuyéndose por China, Japón, Corea y Rusia.

## Descripción
Son plantas herbáceas perennes con los tallos volubles . Las hojas opuestas. Las flores con el cáliz campanulado , tubo alado. La corola tubular. Los estambres están insertados en el tubo de la corola. Los nectarios se encuentran en la base del ovario , a veces ausente . El fruto en forma de cápsula con 2- válvulas y muchas semillas.

## Taxonomía
Pterygocalyx volubilis fue descrita por  Carl Maximowicz y publicado en Mémoires Presentes a l'Académie Impériale des Sciences de St.-Pétersbourg par Divers Savans et lus dans ses Assemblées 9: 198. 1859.
Sinonimia
- Crawfurdia pterygocalyx Hemsl.[1][2]